# Betty Ann Bjerkreim Nilsen
Betty Ann Bjerkreim Nilsen, född den 7 september 1986, är en norsk orienterare som blev världsmästare i stafett 2009. Hon blev juniorvärldsmästare i stafett 2005 samt på medeldistans 2006 och har därutöver tagit ett JVM-silver och ett JVM-brons.